# Бубинга
Буби́нга — древесина деревьев видов Guibourtia tessmannii и Guibourtia demeusei из рода Guibourtia семейства Бобовые.

## Другие названия
Африканское розовое дерево, акумэ, бубинга, эбана, эссинганг, кевазинго, кеуазинго, оквэни, ованг, уака.

## Свойства
Твёрдая и плотная древесина бубинга имеет ясно различимые годичные кольца и обычно обладает красивой текстурой вследствие частой смены направления роста волокон и других девиаций роста.
Ядровая древесина ясно отличима по цвету от заболони и имеет красно-коричневый общий тон, с полосами от тёмно-красного до фиолетового. Запах слаборазличим или отсутствует.

## Применение
Часто используется при изготовлении арф и других музыкальных инструментов, таких как классические гитары (например, гитара Manuel Rodriguez Caballero 11), бас-гитары, из-за своего сочного и глубокого звука, а также для кадла барабанов.
Бубинга используется иногда при изготовлении луков, в частности как основной материал ручки у некоторых плоских луков.
Применяется для изготовления рукоятей ножей, в основном охотничьих, туристических.
Находит применение и при изготовлении мебели. Деревья бубинга имеют значительный размер, что позволяет получать большие доски, из которых изготавливают, после небольшого числа технологических операций, цельные столешницы для столов.
Применяется, например, во внутреннем оформлении автомобилей, как основа для дужек в солнцезащитных очках и в рукоятках для ножей Opinel.